# 2022年美國參議院選舉
2022年美國參議院選舉（英語：2022 United States Senate elections）於2022年11月8日舉行，參議院100個席位中的34個席位將在定期選舉中角逐，獲勝者將於2023年1月3日至2029年1月3日在美國國會任職6年。參議員共分為三組，他們的任期是錯開的，因此每兩年選出一個不同的组别。三组參議員上一次當選是在2016年，2022年將再次參加選舉。
所有34個三组參議員席位都將在2022年舉行選舉；三组現時由14名民主黨人和20名共和黨人組成。如果出現空缺，相應的州可能要求在第117届國會期間舉行特別選舉，可能與2022年其他參議院選舉同時舉行。
截至2022年3月，已有6名共和黨參議員不謀求連任，15名共和黨參議員競選連任，1名民主黨參議員不謀求連任，13名民主黨參議員競選連任。

## 结果
本次选举中民主党超出大多数媒体和观察人士的预期，保持了对参议院的控制并将席位优势扩大一席；这是1934年以来第一次在野党没有成功击败任何一个执政党参议员的选举；同时两党所有选择竞选连任的参议员都赢得了连任。
宾夕法尼亚州民主党候选人约翰·费特曼击败了穆罕默德·奥兹，赢得了由于共和党参议员帕特·图米退休而留下的空缺席位。这是本届参议院选举唯一一个出现党派易手的席位。阿拉斯加州温和共和党人莉萨·穆尔科斯基击败党内右翼挑战（阿拉斯加州采取无党派排序投票制选举）并赢得选举。佐治亚州民主党参议员拉斐尔·沃纳克在12月6日的特别选举中击败了共和党挑战者赫什尔·沃克（Herschel Walker），赢得第一个完整参议院任期。
亚利桑那州参议员克里斯滕·希尼玛于12月9日宣布离开民主党、重新注册为独立人士，但她表示会继续保持自己的参议院委员会席位、并且不会参与共和党党团。